# Isaac Price
Isaac Price (26 de septiembre de 2003) es un futbolista británico que juega en la demarcación de centrocampista para el West Bromwich Albion F. C. de la EFL Championship.

## Biografía
Empezó a formarse como futbolista en la cantera del Everton F. C. Después de doce temporadas en las categorías inferiores del club, finalmente debutó con el primer equipo el 3 de marzo de 2022 en un encuentro de la FA Cup contra el Boreham Wood F. C., partido que finalizó con un marcador de 2-0 tras un doblete de Salomón Rondón. Se marchó al finalizar la siguiente temporada al Standard de Lieja, entidad con la que firmó hasta junio de 2027. Allí estuvo hasta enero de 2025, momento en el que regresó a Inglaterra tras fichar por el West Bromwich Albion F. C.

## Selección nacional
El 23 de marzo de 2023 hizo su debut con la selección de Irlanda del Norte en un encuentro de clasificación para la Eurocopa 2024 ante San Marino en el que vencieron por cero a dos.

## Clubes
| Club                       | País       | Año       | Partidos | Goles |
| -------------------------- | ---------- | --------- | -------- | ----- |
| Everton F. C.              | Inglaterra | 2022-2023 | 3        | 0     |
| Standard de Lieja          | Bélgica    | 2023-2025 | 63       | 1     |
| West Bromwich Albion F. C. | Inglaterra | 2025-     | 15       | 1     |

## Estadísticas

### Hat-tricks
| 1 | 15 de octubre de 2024 | Windsor Park, Belfast | Irlanda del Norte - Bulgaria |  | 5 - 0 | Liga de Naciones de la UEFA 2024-25 |